# Arcadia (Iowa)
Arcadia – miasto w Stanach Zjednoczonych, w stanie Iowa, w hrabstwie Carroll.

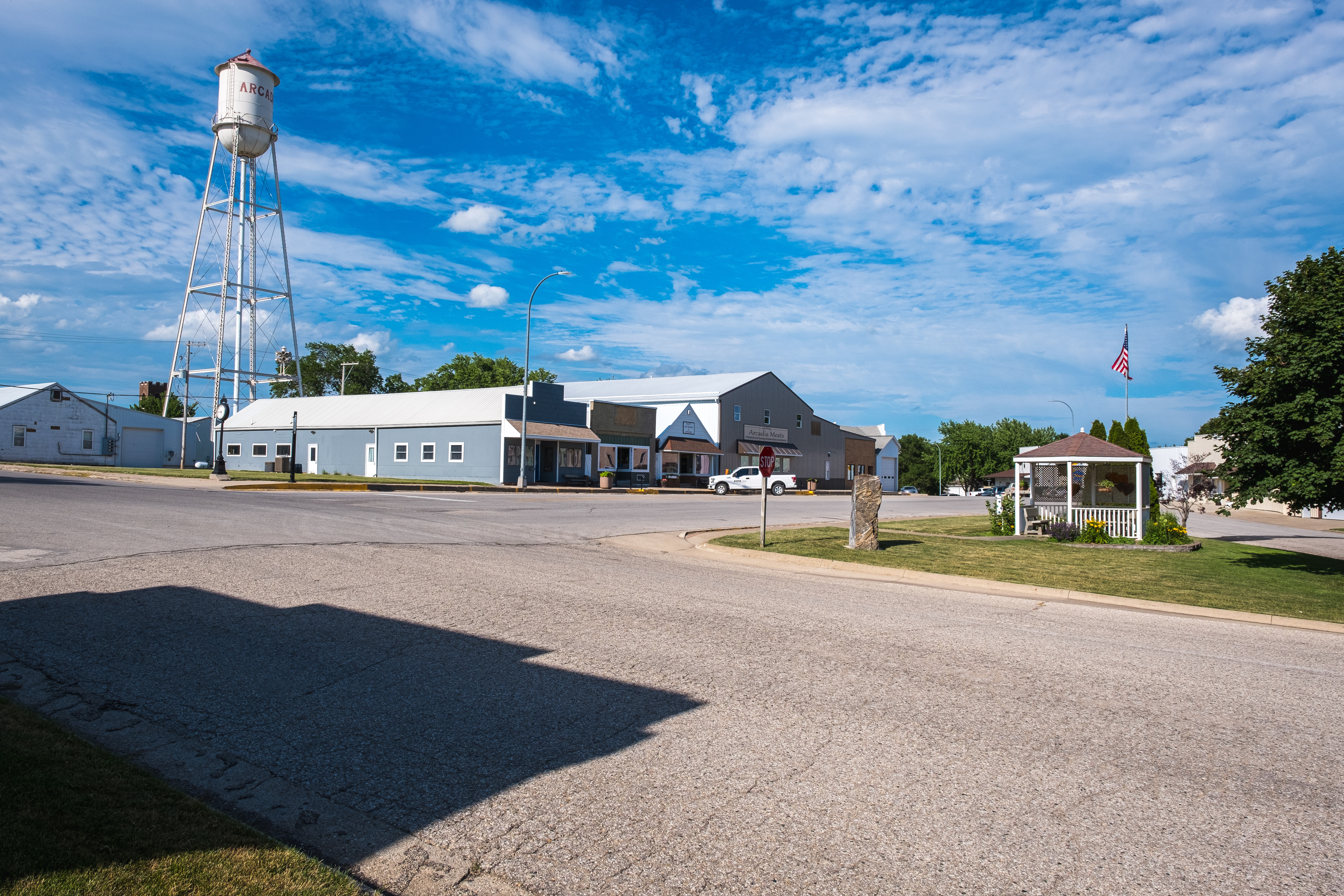
Główna ulica Arcadii

## Demografia
W 2000 liczyło 443 mieszkańców. W 2023 liczba mieszkańców wzrosła do 578 osób, a gęstość zaludnienia przekroczyła 231 osób/km². Na przestrzeni niespełna ćwierćwiecza zaludnienie miasta Arcadia zwiększyło się niemal o ⅓ (wzrost o 30,5%).